# Interleuchina 12
L'interleuchina 12 (IL-12) è una citochina che media le fasi precoci dell'immunità innata in risposta a microrganismi intracellulari.

## Struttura
IL-12 è un eterodimero composto da due subunità unite da un ponte disolfuro dette p35 e p40 del peso rispettivamente di 35 kD e 40 kD, codificate dai geni IL-2A e IL-2B. La subunità p35 è costituita da quattro α-eliche mentre la p40 è costituita da foglietti β antiparalleli ed anse poco strutturate tra essi interposte. 
Il recettore (tipo I) di IL-12 è IL-12R, è formato da due subunità dette β1 β2 legate rispettivamente da p40 e p35. La trasduzione del segnale a valle di IL-12R avviene tramite la via JAK/STAT e in vivo le chinasi janus Tyk2 e Jak2 sono associate rispettivamente alle subunità  β1 e β2.

## Produzione
IL-12 è secreta dalle cellule dendritiche attivate sebbene molti leucociti possano sintetizzare la subunità da 35 kD, che però, da sola, è inattiva.
IL-12 viene espressa in seguito all'attivazione dei TLR per via di PAMP microbici, principalmente virus e batteri intracellulari, oppure la sua espressione viene indotta dall'attivazione di fagociti e cellule dendritiche da parte di linfociti T-helper. In quest'ultimo caso ciò avviene grazie al legame di CD40L del linfocita T-helper con il corrispondente recettore, CD40, espresso sulla membrana plasmatica del fagocita o della cellula dendritica. IL-12 può essere anche indotto dall'IFNγ.

## Funzioni
IL-12 è una citochina fondamentale nell'attivare risposte volte all'eliminazione di microrganismi intracellulari da parte di cellule NK, linfociti T e macrofagi. 
IL-12 in collaborazione con IFN-γ stimola la differenziazione dei linfociti T CD4+ in cellule TH1, una sottopopolazione che tra i suoi compiti ha quello di attivare i macrofagi nell'immunità cellulo-mediata.
IL-12 potenzia l'attività microbicida e citotossica delle cellule NK e dei linfociti CD8+.
Agendo sulle cellule NK e sui linfociti T, IL-12 stimola la trascrizione e la secrezione di IFN-γ che a sua volta è la principale citochina attivatrice dei macrofagi. La massima azione microbicida dei macrofagi avviene quando IFN-γ agisce in sinergia con TNF ed effettivamente IFN-γ stimola la produzione di TNF, così come molte sostanze microbiche dei batteri Gram-negativi come il lipopolisaccaride.